# Arminia Bielefeld
Arminia je njemački nogometni klub iz Bielefelda. U sezoni 2025./26. se natječu u 2. Bundesligi. 

## Vanjske poveznice
- Službena stranica (njem.)